# Predator: Concrete Jungle
Predator: Concrete Jungle (рус. Хищник: Бетонные джунгли) — видеоигра в жанре action-adventure, разработанная компанией «Eurocom» и изданная компанией «Sierra Entertainment» в 2005 году. Игра вышла на консолях Playstation 2 и Xbox.

## Сюжет
Игра начинается в 1930 году, в Нью Уэй Сити. Игрок управляет Хищником, который преследует и убивает главаря бандитов Бруно Борджиа и часть членов его банды, которые воюют с представителями ирландской мафии. Хищник добирается до жены Бруно, Изабеллы, и её сына Хантера. Изабелла стреляет Хищнику в глаз из револьвера, что привлекает остальных членов банды, а Хищник бросает часть оборудования и сбегает. Он пытается добраться до своего корабля, но из-за взрыва попадает в безвыходную ситуацию. Следуя кодексу, он должен был самоликвидироваться вместе с кораблём, но он не сумел сделать этого. Взрыв корабля почти полностью уничтожает город. За такое преступление Хищника с позором изгоняет клан, отправив его на планету, населённую смертоносными существами.
Проходит сто лет. Хищнику, теперь известному как «Лицо со шрамом», выпал шанс искупить свою вину: потомки Бруно использовали технологии Хищников (приборы, оставленные Лицом со шрамом во время бегства) против самих Хищников и других банд. Город Нью Уэй теперь известен как Неонополис. Все группировки в городе отдают дань Лукреции Борджиа, дочери Хантера и внучке погибшего Бруно. Лицо со шрамом борется с различными группировками, чтобы забрать технологии Хищников. Во время прохождения события идут как в 2030 году, так и возвращаются в 1930 год, чтобы более подробно показать охоту Хищника на Бруно.
Оказалось, что всем в городе управляет компьютер — МАТЬ. Это видоизменённая Изабелла, которая осталась в живых благодаря крови Хищников. Хантер похищал Хищников и экспериментировал с их ДНК. Используя геном Хищников, Хантер хотел стать гибридом человека и Хищника. Лицо со шрамом находит Изабеллу, но она натравливает на него Чужих. Лицо со шрамом расправляется с ними и убивает Изабеллу, разрушив её капсулу. Лукреция хочет предупредить отца, который уже закончил эксперимент, став гибридом. Он убивает Лукрецию, а затем за ним приходит и Лицо со шрамом. Один из охранников Лукреции жертвует собой и помогает Лицу со шрамом достичь Хантера. Между ними завязывается битва, в ходе которой Хантер проигрывает. Лицо со шрамом берёт его голову как трофей. Хищники забирают его на корабль. Позже Лукреция становится киборгом, созданным компанией Weyland-Yutani Corporation, и становится новой МАТЕРЬЮ Неонополиса.

## Геймплей
Игра представляет собой action-adventure с элементами стелс-экшена. Игрок, управляя Хищником, должен выполнять различные задания, так или иначе связанные не только с передвижением, но и убийством и «традиционными ритуалами». Хищник использует все свои фирменные «приёмчики», такие как: маскировка, медикомп, лезвия, копьё, плазмопушку, диск и прочие устройства, использование которых закреплено на клавишах действия, однако их можно менять в процессе игры. Также Хищник может проводить различные спецприёмы и удары, брать головы врагов в качестве трофеев. В перемещении Хищник тоже мало ограничен: он может ползать по специальным поверхностям, высоко прыгать, цепляться за уступы. Также существуют специальные миссии, бонусы в виде костюмов, оружия и увеличителей энергии и здоровья.

## Отзывы
| Сводный рейтинг    | Сводный рейтинг | Сводный рейтинг |
| Издание            | Оценка          | Оценка          |
| Издание            | PS2             | Xbox            |
| ------------------ | --------------- | --------------- |
| GameRankings       | 51,31 %         | 48,07 %         |
| Metacritic         | 47/100          | 46/100          |
| Иноязычные издания |                 |                 |
| Издание            | Оценка          | Оценка          |
| Издание            | PS2             | Xbox            |
| EGM                | 4,83/10         | 4,83/10         |
| Game Informer      | 2,75/10         | 2,75/10         |
| GamePro            | [ 7 ]           | [ 7 ]           |
| GameSpot           | 5,3/10          | 5,3/10          |
| GameSpy            | [ 9 ]           | [ 10 ]          |
| GameTrailers       | 7,4/10          | 7,4/10          |
| IGN                | 5,5/10          | 5,5/10          |
| OPM                | [ 13 ]          | N/A             |
| OXM                | N/A             | 2,4/10          |
| VideoGamer         | 4/10            | 4/10            |

Игра получила негативные отзывы согласно агрегатору рецензий Metacritic.